# Hrastnik pri Trojanah
Hrastnik pri Trojanah este o localitate din comuna Zagorje ob Savi, Slovenia, cu o populație de 52 de locuitori.